# Na Borges
Na Borges este o arie protejată (arie specială de conservare — SAC, sit de importanță comunitară — SCI) din Spania întinsă pe o suprafață de 3.994,15 ha, integral pe uscat.

## Localizare
Centrul sitului Na Borges este situat la coordonatele 39°38′16″N 3°12′03″E / 39.6377°N 3.2008°E.

## Înființare
Situl Na Borges a fost declarat sit de importanță comunitară în iulie 2000 pentru a proteja 8 specii de animale. Situl a fost protejat și ca arie specială de conservare în mai 2019.

## Biodiversitate
Situată în ecoregiunea mediteraneană, aria protejată conține 23 de habitate naturale: Izvoare petrifiante cu formare de travertin (Cratoneurion), Tufărișuri termo-mediteraneene și de pre-deșert, Dune mobile de-a lungul țărmului cu Ammophila arenaria („dune albe”), Pășuni mediteraneene udate de apa mării (Juncetalia maritimi), Dune cu vegetație ierboasă Brachypodietalia cu specii anuale, Salicornia și alte specii anuale care populează regiunile mlăștinoase și nisipoase, Păduri de Quercus ilex și Quercus rotundifolia, Păduri de Olea și Ceratonia, Mlaștini calcaroase cu Cladium mariscus și specii de Caricion davallianae, Dune de pe litoral fixate cu Crucianellion maritimae, Galerii și tufărișuri riverane sudice (Nerio-Tamaricetea și Securinegion tinctoriae), Dune de coastă cu Juniperus spp., Liziere de ierburi înalte hidrofile de câmpie și de nivel montan până la alpin, Ape puternic oligomezotrofe cu vegetație bentonică cu Chara spp., Vegetație anuală la limita mareei, Depresiuni intradunale umede, Galerii de Salix alba și de Populus alba, Lagune de coastă, Dune cu vegetație ierboasă Malcolmietalia, Pajiști umede mediteraneene cu ierburi înalte de Molinio-Holoschoenion, Dune mobile cu vegetație embrionară, Lacuri eutrofice naturale cu vegetație de tip Magnopotamion sau Hydrocharition, Păduri termofile cu Fraxinus angustifolia.
La baza desemnării sitului se află mai multe specii protejate:
- păsări (7): privighetoare-de-baltă (Acrocephalus melanopogon), fâsă-de-câmp (Anthus campestris), pasărea ogorului (Burhinus oedicnemus), ciocârlie-cu-degete-scurte (Calandrella brachydactyla), Galerida theklae, turturică (Streptopelia turtur), Sylvia sarda
- reptile (1): țestoasă bănățeană (Testudo hermanni)